# Ciao Stefano
Pour plus de détails, voir Fiche technique et Distribution.
Ciao Stefano (Non pensarci) est un film italien de 2007, réalisé par Gianni Zanasi.
Présenté le 1er septembre 2007 à la 64e Mostra de Venise, il est trois fois primé (prix FEDIC, prix Pasinetti et prix du Jeune cinéma). Sélectionné à la 25e édition du Festival du film italien d'Annecy, il remporte le prix Sergio-Leone. Au cours de l'automne 2007, il est également en compétition au Festival du film de Londres, au Festival du cinéma méditerranéen de Montpellier et au Festival international du film de São Paulo.
Il est sorti en salles le 4 avril 2008 en Italie, le 30 avril 2008 en France et le 11 juin 2008 en Belgique.

## Synopsis
Stefano Nardini a quitté son Émilie-Romagne pour Rome où il rêve de gloire. À 35 ans, il ne s'épanouit pas, professionnellement, comme guitariste dans un groupe de rock, qui ne joue plus depuis longtemps dans la cour des grands. Côté sentimental, la situation n'est également guère brillante car il vient de surprendre sa compagne, au lit avec un musicien d'un groupe en vogue. Afin de lutter contre son état dépressif naissant, il décide d'aller séjourner chez ses parents.
Sous une apparente harmonie, Stefano va rapidement découvrir que la situation des membres de sa famille n'est pas plus enviable que la sienne. Son père, après un infarctus, se consacre à sa nouvelle passion, le golf et a transmis la direction de l'entreprise familiale de sirops et conserves de fruits à son frère Alberto. Ce dernier est en instance de divorce et il a mené l'entreprise au bord de la faillite. Sa mère est devenue une adepte des techniques chamaniques et sa sœur, Michela, a délaissé ses études et travaille dans un parc aquatique où elle s'occupe des dauphins.
Stefano, venu chercher un réconfort au sein de la cellule familiale, est désormais celui dont les autres ont besoin …

## Fiche technique
- Titre : Ciao Stefano
- Titre original : Non pensarci
- Réalisation : Gianni Zanasi
- Scénario : Michele Pellegrini et Gianni Zanasi
- Production : Beppe Caschetto et Rita Rognoni
- Photographie : Giulio Pietromarchi (Directeur de la photographie)
- Musique : Matt Messina
- Décors : Roberto De Angelis
- Montage : Rita Rognoni
- Costumes : Valentina Taviani
- Pays :  Italie
- Langue : Italien
- Genre : Comédie (cinéma)
- Durée : 105 minutes
- Format : 1.85:1 - Couleur
- Dates de sortie : 
  -  Italie : 4 avril 2008
  -  France : 30 avril 2008
  -  Belgique : 11 juin 2008

## Distribution
- Valerio Mastandrea : Stefano Nardini
- Anita Caprioli : Michela Nardini
- Giuseppe Battiston : Alberto Nardini
- Caterina Murino : Nadine
- Paolo Briguglia : Paolo Guidi
- Dino Abbrescia : Carlo - surveillant
- Teco Celio : Walter Nardini
- Gisella Burinato : Mamma Nardini
- Paolo Sassanelli : Francesco - banquier

## Récompenses
- 2007 : prix Sergio-Leone au Festival du film italien d'Annecy
- 2007 : Prix FEDIC à la 64e Mostra de Venise[1]
- 2007 : Prix Pasinetti du meilleur film à la 64e Mostra de Venise[1]
- 2007 : Prix Jeune cinéma du meilleur film italien à la 64e Mostra de Venise[1]